# Luboš Kubík
Pour les articles homonymes, voir Kubik.
Luboš Kubík, né le 20 janvier 1964 à Vysoké Mýto, est un entraîneur ancien footballeur tchèque.
Il occupe depuis 2012 la fonction de directeur sportif au Slavia Prague.

## Biographie
Luboš Kubík évoluait souvent au milieu de terrain, mais parfois aussi en défense, au poste de libéro. Véritable globe-trotter, il a joué, outre dans son pays, en France, en Italie, en Allemagne et aux États-Unis, faisant étalage à chaque fois de son aisance technique.

Il a notamment joué une saison aux côtés de Roberto Baggio à la Fiorentina, avant que ce dernier ne signe en 1990 à la Juventus de Turin. En France, au FC Metz, il fera deux saisons pleines, gâchées par les résultats très moyens du club, mais verra un certain Robert Pirès débuter en 1re division.

Comme nombre de joueurs de l'époque, Kubik a joué à la fois pour l'équipe de Tchécoslovaquie et pour l'équipe de Tchéquie, après la dissolution de la Tchécoslovaquie.

## Palmarès

### En club
- Vainqueur de la Coupe MLS en 1998 avec le Fire de Chicago
- Vainqueur de la Coupe des États-Unis en 1998 et 2000
- Vainqueur de la Coupe de Tchéquie en 1997 avec le Slavia Prague
- Finaliste de la Coupe de l'UEFA en 1990 avec la Fiorentina

### Distinction personnelle
- Élu Défenseur de l'année de MLS en 1998

### EnÉquipe de Tchécoslovaquie
- 39 sélections et 10 buts entre 1985 et 1993
- Participation à la Coupe du monde en 1990 (1/4 de finaliste) (4 matchs, 1 but)

### EnÉquipe de Tchéquie
- 17 sélections et 3 buts entre 1994 et 1997
- Vice-champion d'Europe des Nations en 1996
- Participation au Championnat d'Europe des Nations en 1996 (Finaliste) (3 matchs)